# Joe Sims (Schauspieler)

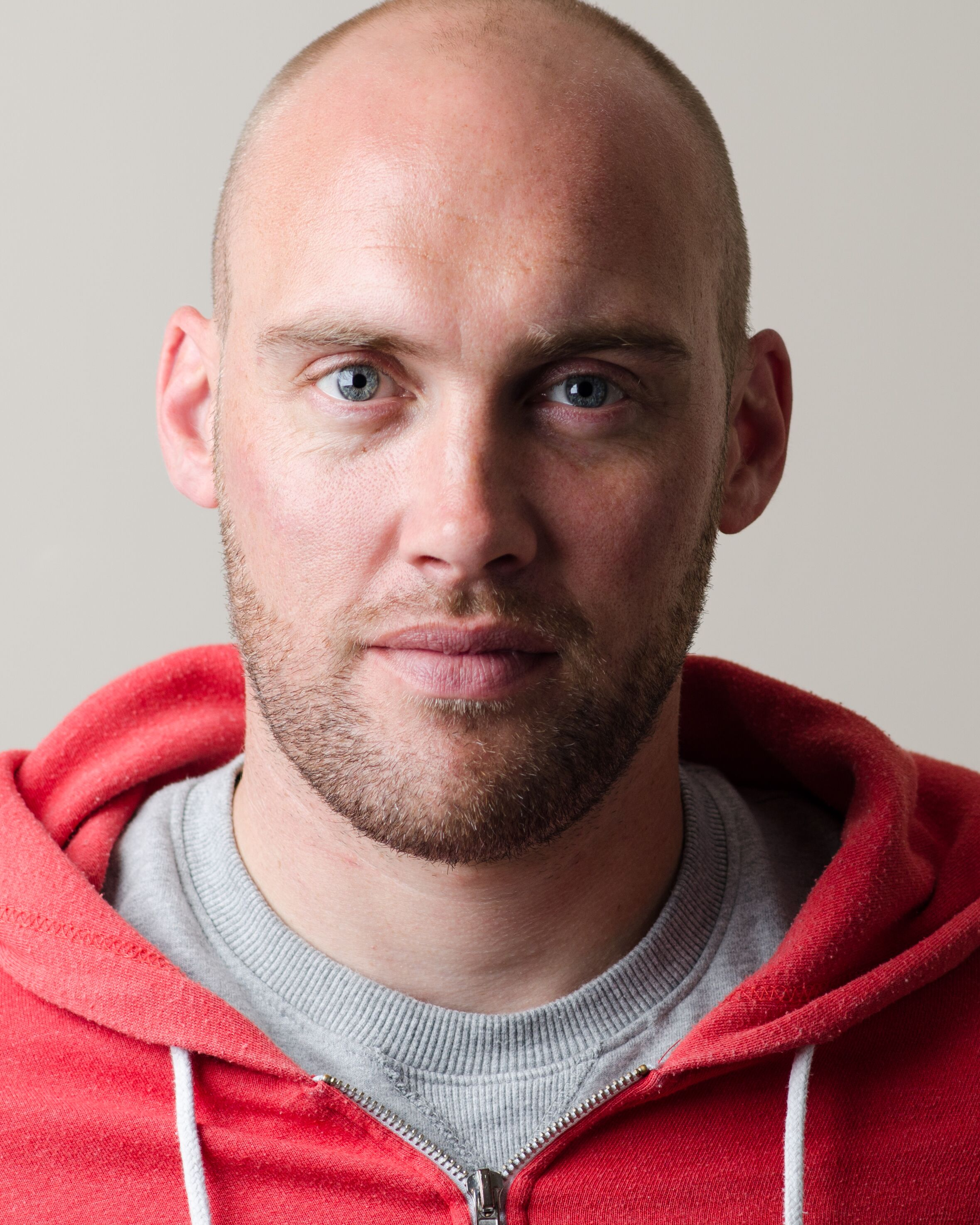
Joe Sims (2016)

Joe Sims (* 1980 in Bristol) ist ein britischer Schauspieler, Hörspiel- und Synchronsprecher.

## Leben
Joe Sims wurde 1980 in Bristol geboren und wuchs in Kingswood auf. Auf Empfehlung seiner Theaterlehrerin an der Sir Bernard Lovell Academy in Oldland Common trat er als Teenager in ersten Theaterinszenierungen auf. Später studierte er Theater an der Middlesex University.
1997 hatte er einen Kurzauftritt in der Fernsehserie Casualty. Seit Mitte der 2000er Jahre trat er dann in kleineren Rollen in weiteren Fernsehproduktionen auf. Einem größeren Publikum wurde er ab dem Jahr 2013 in der Rolle des Nige Carter in der Kriminalserie Broadchurch bekannt. 2014 war er im Fernsehfilm Die verlorene Ehre des Christopher Jefferies als Mörder Vincent Tabak zu sehen.
Neben seiner Schauspielarbeit ist Sims auch als Hörspielsprecher aktiv. So trat er unter anderem in der Hörspielserie The Archers auf. Als Synchronsprecher war er für Animationsserien und Computerspiele wie Bloodborne: The Old Hunters, We Happy Few, World of Warcraft: Battle for Azeroth und Assassin’s Creed Valhalla tätig.

## Filmografie (Auswahl)
- 1997, 2005, 2010: Casualty (Fernsehserie, 3 Episoden)
- 2004: Belly Button (Kurzfilm)
- 2005: The Giblet Boys (Fernsehserie, 1 Episode)
- 2005: Die Basil Brush Show (The Basil Brush Show, Fernsehserie, 1 Episode)
- 2006: Ultimate Force (Fernsehserie, 1 Episode)
- 2007: It’s My Shout (Fernsehserie, 1 Episode)
- 2009: Inglourious Indonesian Bastards
- 2010: Darah Garuda
- 2012: Outside Bet
- 2013–2017: Broadchurch (Fernsehserie, 16 Episoden)
- 2013–2015: Chuggington – Die Loks sind los! (Chuggington, Fernsehserie, 22 Episoden, Sprechrolle)
- 2014: Father Brown (Fernsehserie, 1 Episode)
- 2014: Die verlorene Ehre des Christopher Jefferies (The Lost Honour of Christopher Jefferies, Fernsehzweiteiler)
- 2015: Uncle (Fernsehserie, 1 Episode)
- 2016: Der junge Inspektor Morse (Endeavour, Fernsehserie, 1 Episode)
- 2016: Beowulf (Beowulf: Return to the Shieldlands, Fernsehserie, 2 Episoden)
- 2016: Houdini & Doyle (Miniserie, 1 Episode)
- 2017: Inspector Barnaby (Midsomer Murders) Fernsehserie, Staffel 19, Folge 2: Mord in bester Absicht (Crime And Punishment)
- 2017: Lucky Man (Fernsehserie, 1 Episode)
- 2017: Red Dwarf (Fernsehserie, 1 Episode)
- 2017: Catherine the Great: Husbands, Lovers and Sons
- 2017: Alexander I: Into the Woods
- 2018: Joe All Alone (Miniserie, 4 Episoden)
- 2019: Shakespeare & Hathaway – Private Investigators (Fernsehserie, 1 Episode)
- 2019: Zoe und Raven – Freiheit im Sattel (Free Rein, Fernsehserie, 8 Episoden)
- 2019: Plebs (Fernsehserie, 1 Episode)
- 2019: Agatha Raisin (Fernsehserie, 1 Episode)
- 2019: Britannia (Fernsehserie, 1 Episode)
- 2020: The First Team (Fernsehserie, 1 Episode)
- 2021: Everything I Ever Wanted to Tell My Daughter About Men
- 2022: The Fence
- 2023: Tell Me a Creepy Story
- 2023: Ruby Speaking (Fernsehserie, 6 Episoden)
- 2024: Renegade Nell (Fernsehserie, 2 Episoden)